# Cordylobia anthropophaga
Espèce
Synonymes
- Cordylobia antropophaga[2]
- Ochromyia anthropophaga Blanchard, 1872[2]

Le « Ver de Cayor » est la larve de la mouche Cordylobia anthropophaga (Blanchard & Béranger-Féraud, 1872) , appartenant à la famille des Calliphoridae. Cette espèce est un parasite obligatoire de la peau, à l’origine de furoncles, dits « myases furonculeuses ». Il prend essentiellement pour hôtes les chiens, les rats, les chats et les singes ; les deux premiers étant des réservoirs particulièrement important. Il sévit uniquement en Afrique subsaharienne.
Chez l'humain, l'infestation est rare. Elle peut toucher la peau, les plaies, les intestins et les cavités corporelles (bouche, nez, oreilles, yeux, anus, vagin et urètre).

## Biologie
Au stade imago, il s'agit d'une mouche de 6 à 12 mm de long, de couleur brun-jaunâtre, avec des bandes noirâtres sur l’abdomen. Les yeux sont rapprochés chez le mâle, séparés chez la femelle.
La femelle est active en début de matinée et en fin de journée. Elle demeure le reste de la journée et de la nuit dans des endroits sombres sous le toit des habitations. Les imagos, femelle et mâle, se nourrissent du jus sucré des fruits, d'excréments et de liquides de décomposition de cadavres d'animaux,.
La femelle vit de 15 jours à trois semaines. Elle pond environ 100 à 300 œufs de 0,8 mm de long, sur une surface sèche et ombragée souillée auparavant par de l'urine ou des fèces, tels que du sable, des couches de bébé ou du linge mis à sécher. Elle ne pond jamais ses œufs directement sur la peau, ni sur les poils ou dans les cheveux.
L'éclosion survient au bout de trois jours. La larve néonate, longue de 1 mm, se déplace à la recherche d’un hôte, ce qui peut durer jusqu’à une dizaine de jours. Une fois la larve parvenue sur la peau, elle s'y enfouit et s'y installe, laissant une petite ouverture à l'extérieur pour respirer. Les points de pénétration sont essentiellement les pieds, les doigts, les organes génitaux et, pour les animaux dormant sur le sol, les parties en contact avec celui-ci. L’homme ressent généralement une légère démangeaison pendant les premières 48 heures. La papule devient rouge et, habituellement, le prurit disparaît. La première mue s'effectue deux ou trois jours après la pénétration. La larve de stade II, de 2,5 à 4 mm de long, est munie d’épines dirigées vers l'arrière qui empêchent toute sortie par l'orifice d’entrée.
La larve passe au stade III, 5 à 6 jours après l'invasion. L’hôte présente alors un furoncle ferme, avec une
petite croûte sèche à l'apex (composée des sérosités jaunâtres produites par l'organisme et des déjections de l'asticot) recouvrant une petite ouverture de 2 à 3 mm de diamètre au fond duquel les stigmates postérieurs de la larve sont visibles. À ce stade, la victime souffre d’un prurit important. La larve peut mourir et sa cuticule provoque un abcès. Lorsque les furoncles sont très rapprochés sur les membres, un œdème peut survenir, suivi parfois de gangrène.
La larve qui atteint 15 mm de long, est très active, de forme cylindrique et rampe rapidement sur le sol vers les endroits les plus sombres. Elle se pupose au bout de 24 à 48 heures, la mue imaginale survenant au bout de 8 à 15 jours.

Cordylobia antropophaga
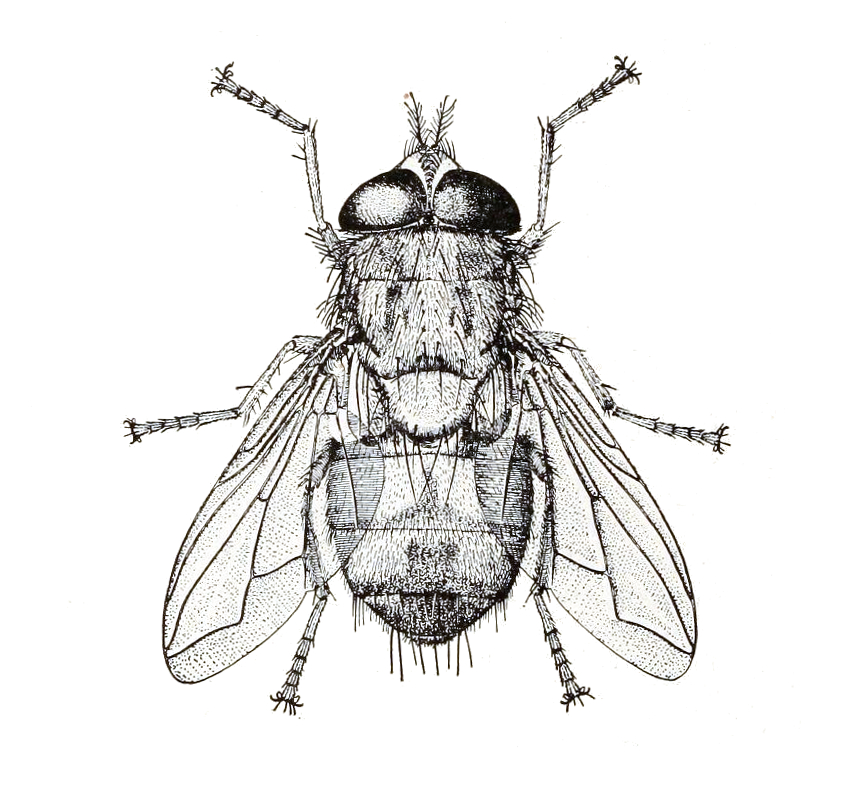
Imago mâle
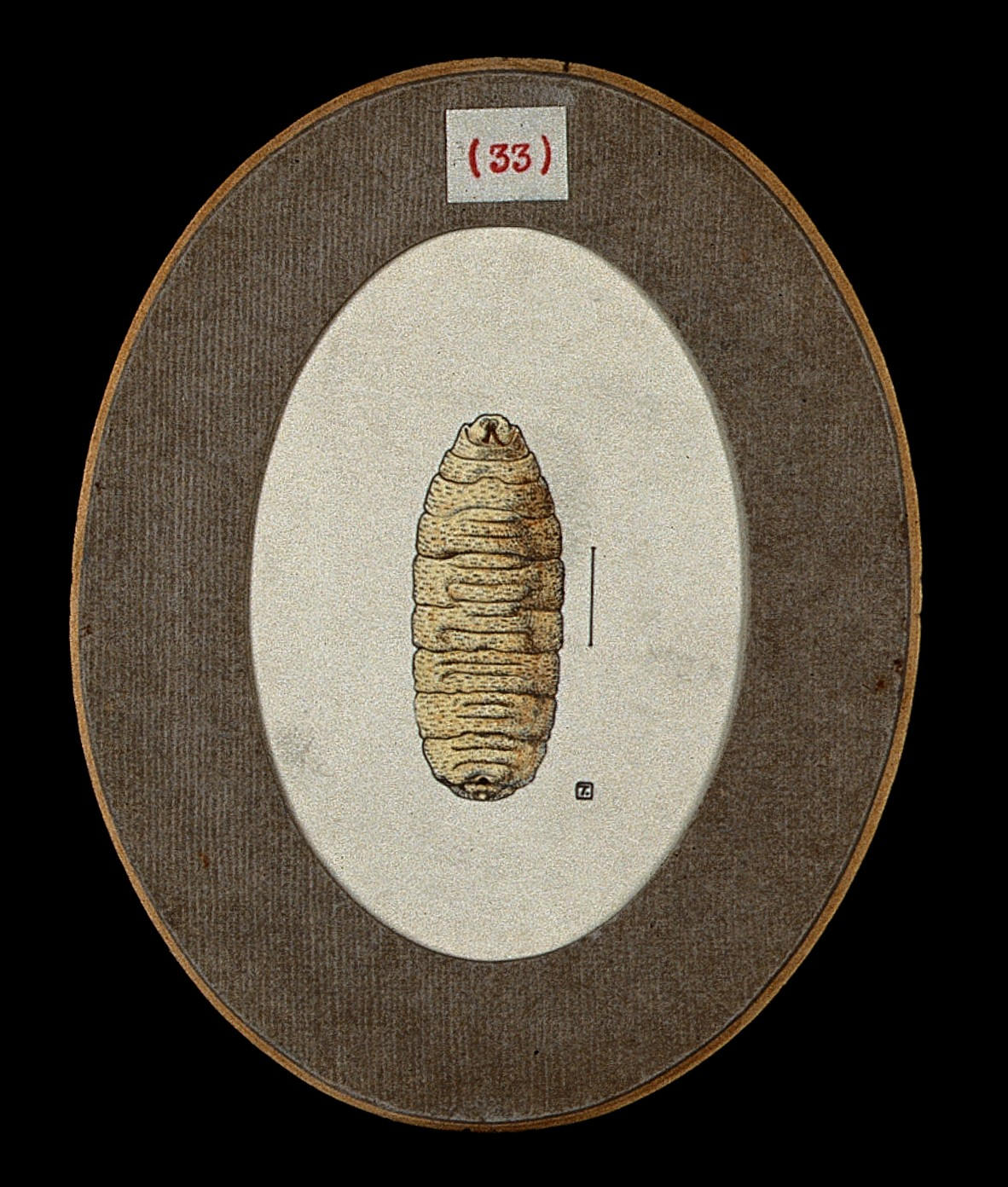
Larve de stade I.
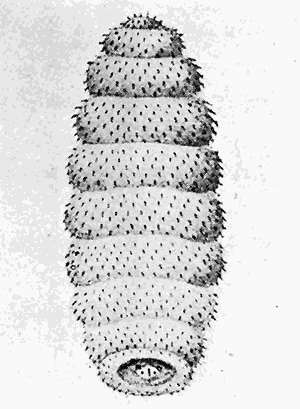
Larve de stade II.
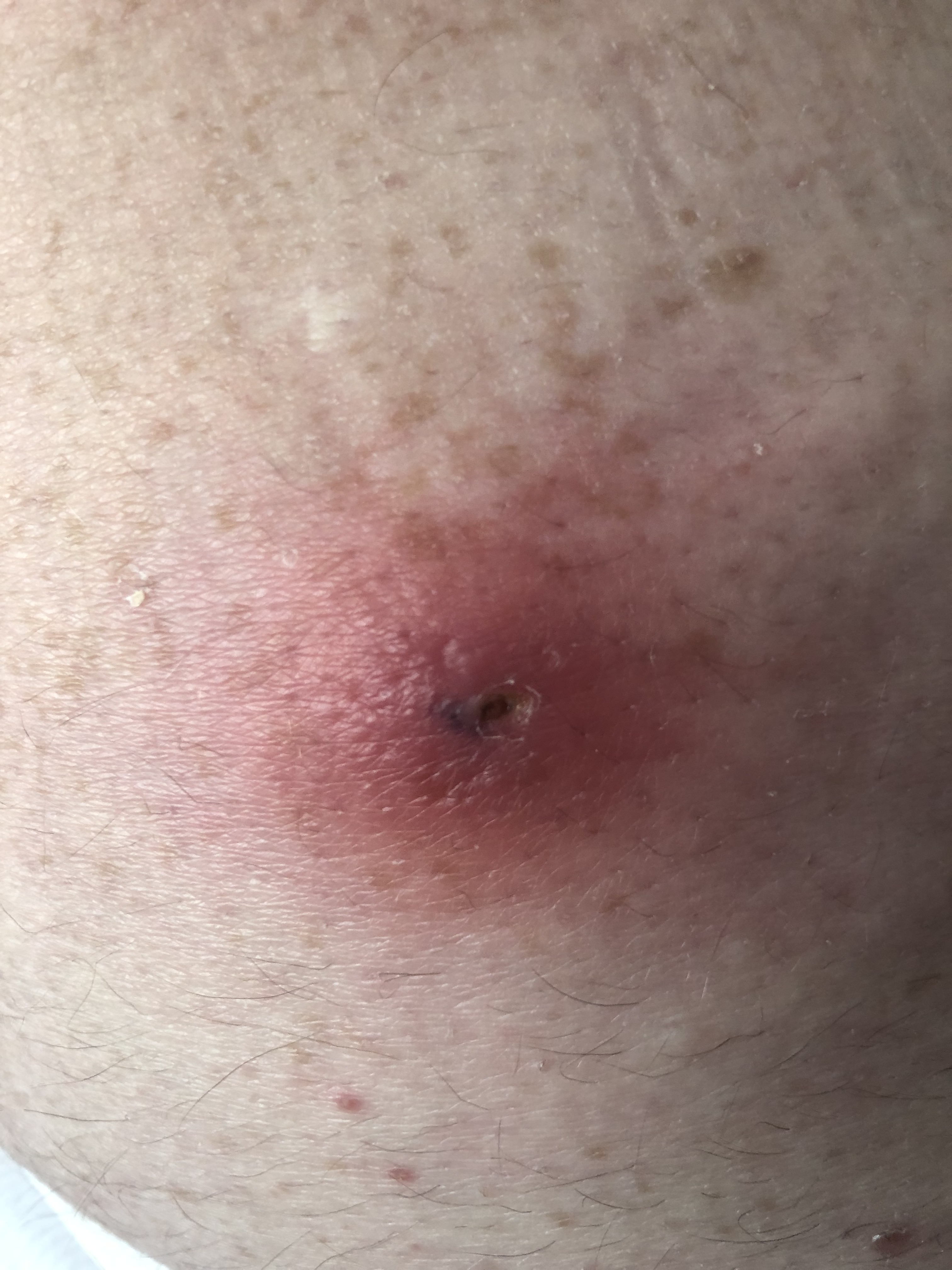
Myase au stade furonculeux.
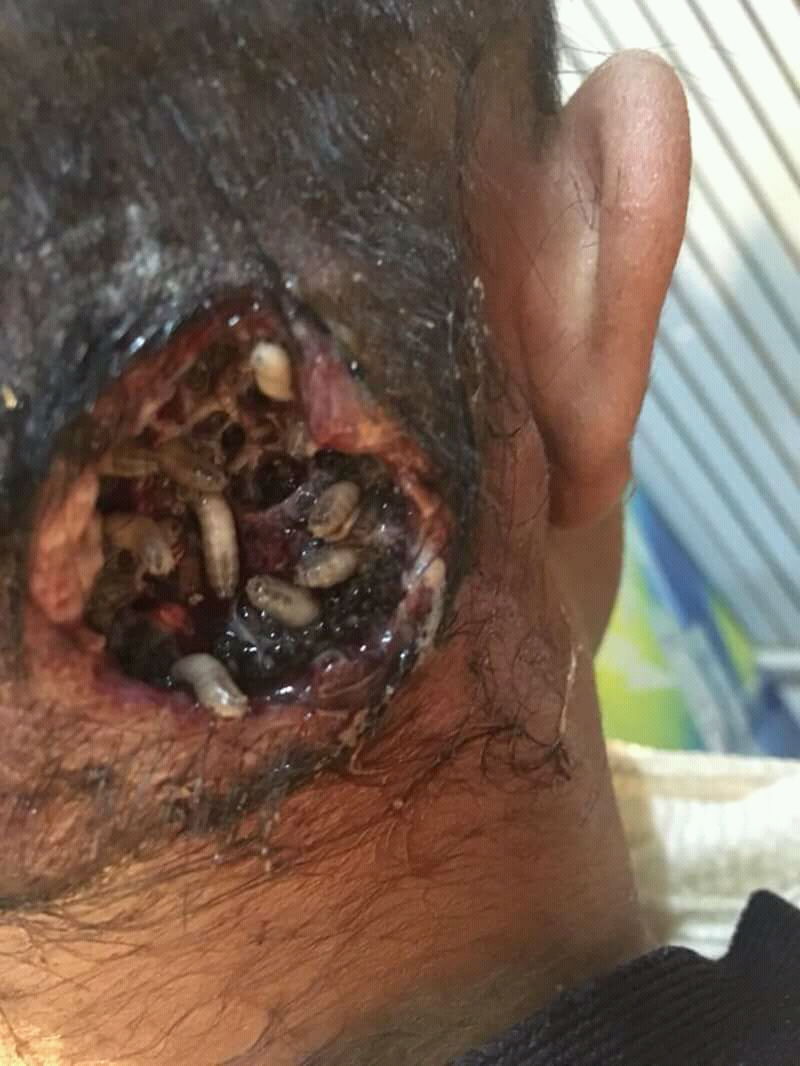
Myase avancée au stade gangréneux.

## Espèces proches
En 2020, le genre Cordylobia (sous-famille des Calliphorinae) ne comporte que 4 autres espèces : Cordylobia ebadiana, C. rodhaini et C. ruandae. C. rodhaini est également une espèce provoquant des myases furonculeuses spécifique aux forêts tropicales africaines ; de même que Dermatobia hominis, endémique de l'Amérique du Sud et centrale.

## Traitement
L'objectif du traitement est d'éliminer la larve et de traiter toute infection associée avec des antibiotiques. Cependant, les infections bactériennes secondaires sont rares dans ces infestations. La lésion guérit rapidement après l'extraction de la larve ou sa sortie spontanée. Les complications comprennent la cellulite, la formation d'abcès, l'ostéomyélite et le tétanos.
Une pression modérée à la base du furoncle suffit la plupart du temps à faire sortir la larve. Cependant, il est parfois nécessaire d'utiliser une substance grasse afin de la faire glisser, voire, plus rarement, d'effectuer une incision et d'utiliser un forceps.

## Prévention
Pour se prémunir contre ce parasite, il est déconseillé de fréquenter les endroits où le parasite abonde, comme les zones souillées d'excréments et d'urine (ex : villages dépourvus de latrines adaptées).
Il est recommandé de ne jamais s'allonger à même le sol, et de ne pas faire sécher au sol les vêtements, draps ou autres tissus destinés à être en contact avec la peau, mais au contraire de s'installer sur un lit de camp nouvellement installé, et de sécher son linge à l'intérieur des maisons entièrement protégées par des moustiquaires.
Le repassage (à fer très chaud, sur les deux faces) est utilisé pour tuer les larves et œufs potentiellement présents sur les vêtements.